# Condado de Bremer
El condado de Bremer (en inglés: Bremer County, Iowa), fundado en 1851, es uno de los 99 condados del estado estadounidense de Iowa. En el año 2000 tenía una población de 23 325 habitantes con una densidad poblacional de 21 personas por km². La sede del condado es Waverly.

## Geografía
Según la Oficina del Censo, el condado tiene un área total de 1139 km² (439,8 mi²), de la cual 1134 km² (437,8 mi²) es tierra y 4 km² (1,5 mi²) es agua.

### Condados adyacentes
- Condado de Chickasaw norte
- Condado de Fayette este
- Condado de Floyd noroeste
- Condado de Black Hawk sur
- Condado de Buchanan sureste
- Condado de Butler oeste

## Demografía

Condado de Bremer distribución de la población por edad y sexo, censo de 2000

En el 2000 la renta per cápita promedia del condado era de $40 826, y el ingreso promedio para una familia era de $50 299. El ingreso per cápita para el condado era de $19 199. En 2000 los hombres tenían un ingreso per cápita de $34 212 contra $22 250 para las mujeres. Alrededor del 5.10 % de la población estaba bajo el umbral de pobreza nacional.
| 1900   | 1910   | 1920   | 1930   | 1940   | 1950   | 1960   | 1970   | 1980   | 1990   | 2000   |
| ------ | ------ | ------ | ------ | ------ | ------ | ------ | ------ | ------ | ------ | ------ |
| 16 305 | 15 843 | 16 728 | 17 046 | 17 932 | 18 884 | 21 108 | 22 737 | 24 820 | 22 813 | 23 325 |

## Lugares

### Ciudades
- Denver
- Frederika
- Janesville
- Plainfield
- Readlyn
- Sumner
- Tripoli
- Waverly

### Otras Comunidades
- Siegel
- Waverly Junction
- Stinktion

### Principales carreteras
- U.S. Highway 63
- U.S. Highway 218
- Carretera de Iowa 3
- Carretera de Iowa 27
- Carretera de Iowa 93
- Carretera de Iowa 188